# Simon Bourguet
Simon Bourguet (Parigi, 1705 – Parigi, 1775) è stato un artigiano francese specializzato come argentiere.

## Biografia

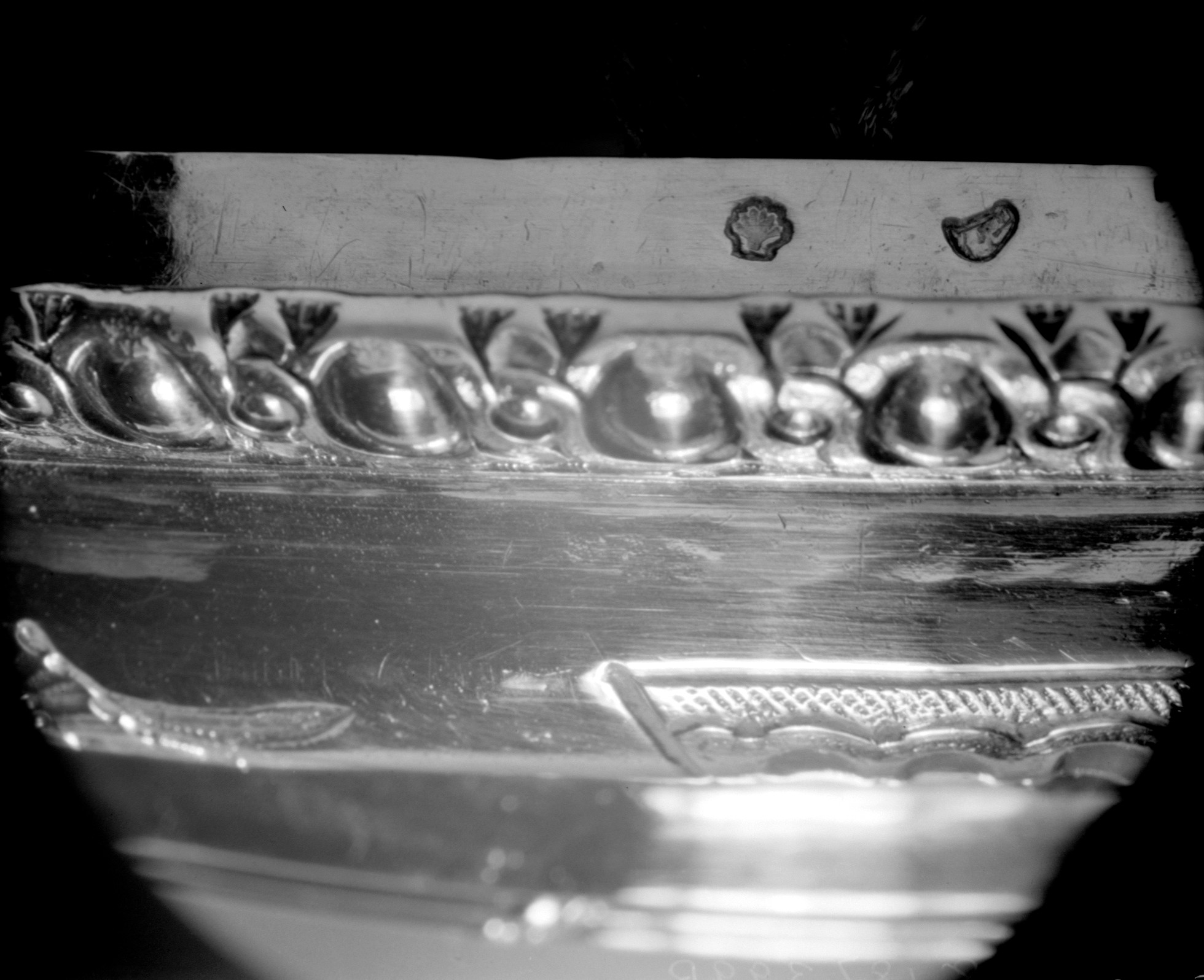
Zuppiera con coperchio (1752-1762)

Simon Bourguet nacque a Parigi nel 1705.
Bourguet fu tra i più spumeggianti interpreti dello spirito del rocaille, ottenendo la maîtrise nel 1740.
Tra i suoi lavori conservati ancora oggi, si possono menzionare le due piccole zuppiere (porringers) con coperchio eseguite tra il 1752 e il 1764, esposte al Metropolitan Museum of Art di New York, nella collezione Wentworth,  e che rappresentano alcuni tra i modelli più importanti dell'argenteria francese del suo tempo.
Il suo lavoro più celebre risulta però una grande salsiera realizzata nel 1761-1762, conservata dapprima nella collezione Isy Angel e attualmente al Metropolitan Museum Of Art.
La famiglia di Bourguet si dimostrò prolifica di artisti e di artigiani, difatti il fratello minore di Simon, Jean Antoine proseguì l'attività del fratello con un discreto successo, ottenendo la maîtrise nel 1758 e risultando ancora attivo nel 1785.
Jean Antoine si dimostrò un argentiere fine, anche se un po' meno originale del fratello e alcune sue opere sono conservate al Metropolitan Museum of Art, nella collezione Wentworth, oltre che in collezioni private.
Simon Bourguet morì a Parigi nel 1775.

## Opere
- Zuppiere con coperchio (1752-1764);
- Grande salsiera (1761-1762).